# 헤르베르투스 1세
헤르베르트 1세(Herbert I of Vermandois, 848년/850년 - 900년/907년 11월 6일)은 카롤링거 왕조의 분가인 헤르베르티언 가문 출신 프랑크 왕국과 서프랑크 왕국의 귀족으로, 888년부터 모우 백작, 896년부터 베르망두아의 백작, 893년부터는 상리스와 페로네, 생 퀘틴의 영주를 지냈다. 또한 발루아 백작이자 아미앵백작, 생 퀘틴 대수도원의 원장이었고, 896년~898년부터 수아송의 백작이자 성 크레핀 평신도 수도원의 원장이었다. 롬바르디아의 군주 베른하르트 1세의 서자인 베르망두아의 백작 피핀의 아들이며 카롤루스 대제의 차남 피피노 카를로만의 증손자가 된다. 헤리베르투스(Heribertus), 에르베르(Erbert) 등으로도 불린다.
877년 형 베른하르트로부터 베르망두아의 백작령을 상속받고, 889년 무렵에는 수아송 백작이 되었다. 893년상리스, 페로네, 생 퀘틴의 영주가 되었다. 그밖에 뮈우의 백작직, 마드리에 백작직도 겸하게 되었다. 896년 플랑드르를 공격하여 로돌푸스를 전사시켰고, 907년 11월 6일 로돌푸스의 형 플랑드르 백작 보두앵 2세에게 암살되었다.
서프랑크의 왕 카를 2세의 봉신이었다가 889년을 전후해서는 외드의 추종자가 되었다. 893년에는 샤를 3세의 귀국을 주선하고 즉위시킨다. 서프랑크의 왕 로베르 1세의 장인이다. 또한 카페 왕조도 그의 후손들로, 카페 왕조의 시조가 되는 위그 카페 역시 그의 진외증손자가 된다.

## 생애

### 출생과 가계
헤르베르트의 정확한 생년은 전하지 않으나 848년생 설, 850년생 설, 840년생 설 등이 있다. 아버지는 페로네와 생 캉탱, 상 리스, 베르망두아의 백작 피핀이다. 아버지 베르망두아의 백작 피핀은 카롤링거 왕조의 후손이었으나 할아버지 롬바르디아왕 베른하르트의 서자였고, 할아버지 베른하르트는 818년 루트비히 경건왕의 상속령에 반발, 반란을 일으켰다가 체포되어 장님이 된 뒤에 죽었으므로 왕위 계승권을 박탈당했다.
그의 어머니의 이름은 전하지 않으나 니벨룽기드 가문의 테오도리히 니벨룽기데스로 추정된다. 니벨룽기드 가문은 샤를마뉴의 종조부이며 카를 마르텔의 동생인 역사가 킬데브란트 1세 백작이 일으킨 가문이었다.
베르망두아의 백작 피핀의 아들로, 서프랑크의 왕 카를 2세의 봉신이었다. 877년에 대머리 카를 2세는 그를 불러들여 충성을 맹세하게 했다. 888년 그는 랭스 대주교 풀크와 함께 카롤링거 왕조 사람이 아닌 외드의 즉위를 반대하는 귀족들의 지도자의 한 사람이었다. 그러나 889년 이후 그는 외드 왕의 충실한 시종으로 활약했다.

### 활동
877년 무렵 그는 서프랑크 왕국의 대머리 카를 2세의 측근에서 수행하였다. 877년 형 베른하르트로부터 베르망두아의 백작령을 상속받았고, 886년부터 898년에는 수아송의 백작이었다. 베르망두아의 백작직은 아마도 그의 외가로 추정되는 니벨룽기드 가문으로부터 내려온 것으로 추정된다.
889년 이전에는 수아송 백작령을 신설하고 백작에 취임했다. 888년 혹은 889년 마드리에(madrie) 백작이 되었다. 893년 상리스와 페로네, 생 퀘틴의 영주인 형 피핀의 뒤를 이어 상리스와 페로네, 생 퀘틴의 영주가 되었다. 또한 888년부터는 뫼욱스(Meaux) 백작이자 마드리에 백작 테오데베르트(Theodebert) 혹은 테트베르트(Tetbert)가 바이킹과의 전투 중 후계자 없이 사망하자, 그는 뫼욱스의 백작직, 마드리에 백작직도 겸하게 되었다. 마드리에 백작 테오데베르트와의 정확한 혈연관계는 알 수 없지만, 그의 외가쪽 친척이었을 것으로 추정된다. 그밖에 888년부터 889년까지는 생 캉탱 평신도 수도원장과 수아송의 생 크레핀 수도원의 원장직도 겸하였다. 뫼욱스 백작직은 서프랑크의 왕 말더듬이 루이 2세가 갖고 있다가 877년 서프랑크 국왕으로 즉위하면서 테오데베르트에게 양도한 자리였다.
어느 시점에 그는 카스트룸 테오도리히(현, 샤토 티에리)로 불리는 지역 역시 니벨룽기드 가문으로부터 상속받았다. 헤르베르트 1세 혹은 그의 자손들은 캄파네(샹파뉴) 시를 건설하고, 샤토 티에리의 중심지로 삼았다.
889년 이전에 그는 잠시 수아송의 백작을 역임하였다. 889년 바이킹 족이 침략하자, 오이세 강변에서 바이킹 족을 만나 교전하였다.
889년 무렵 그는 외드의 추종자였다. 890년 무렵에도 바이킹에 대항해 군사를 일으켰다. 그는 단순왕 샤를 3세 생쁠의 지지자였고, 893년에는 랭스 대주교 풀크와 함께 루이 2세의 아들 단순왕 샤를 3세 생쁠을 불러와 그해 1월 28일 샤를마뉴의 기일을 기해 단순왕 샤를 3세 생쁠을 서프랑크의 국왕으로 즉위시켰다. 그는 이후 상파뉴 지역으로 진출을 시도했다. 성 크레핀 평신도 수도원의 주요 후원자였던 그는 896년~898년을 전후하여 성 크레핀 평신도 수도원의 원장으로도 재직했다.
896년 6월 28일 국왕 단순왕 샤를의 동의 없이 플랑드르를 공격, 플랑드르 백작 라울을 제거하였다. 그밖에 랭스의 풀크도 그와의 싸움에서 전사하였다.

### 생애 후반
모라비아 출신 베르타와 결혼했다. 그는 독실한 신앙인으로 자신의 영지 내에 많은 성당과 수도원을 세웠다. 또한 그는 독일의 니벨룽겐에도 그의 영지가 있었다. 그는 니벨룽겐을 비롯한 이탈리아 밀라노, 파나마 등 일부의 영지를 상속받았다. 이때부터 그는 개인 사병을 양성하는데 이는 후에 그의 사위 로베르 1세가 바이킹을 물리치는데 크게 기여하였다. 890년 헤르베르트는 군사를 이끌로 노르망디 해변에 나타난 바이킹 족을 격퇴하였다.
한편 그의 형 피핀 2세의 딸 포파는 노르망디에 정착한 바이킹 족 수령 롤로와 결혼하였다.
그의 딸 베아트릭스는 앙주와 네우스트리아의 백작 강인왕 로베르(로베르 르 포르)의 아들 로베르 1세에게 시집갔다. 884년 서프랑크 루이 3세와 샤를로망이 후사 없이 사망하고 새 왕을 선출할 때, 그의 집안 사람들이 샤를 3세 단순왕을 지지하지 않고 모두 외드를 지지하는 원인이 되었다. 896년 플랑드르 백작 보두앵 2세의 동생 라울을 전사시켰는데, 이것이 원인이 되어 907년 11월 6일 플랑드르 백작 보두앵 2세에게 암살되었다.

### 사후
매장지는 미상이다.
그의 지위는 아들 헤르베르트 2세가 계승하였다. 그는 카를 2세에게 일단 충성하였으나, 818년 그의 선조 베른하르트가 경건왕 루이 드 데보네르에 의해 두눈이 뽑히고 장님이 되어 병을 얻어 죽은 일로, 그의 집안은 경건왕 루이 드 데보네르의 후손들에게 대대로 앙심을 품게 된다.

## 가계
사위 로베르 1세와 외손녀사위 라울은 노르만 족 격퇴에 공을 세워 귀족들로부터 서프랑크의 왕에 추대되었다. 외손녀인 아델레는 다시 그의 아들이자 삼촌인 헤르베르트 2세와 결혼했다.
- 증조부 피피노 카를로만(Pepino Carloman, 771 - 810), 샤를마뉴의 둘째 아들
- 할아버지 베른하르트 1세(Bernhard I, 797년 - 818년)
- 할머니 쿠니군데, 카를 마르텔의 아들 베른하르트 공작의 손녀
- 아버지 피핀 2세(Pepin II, 818년 - ?)
  - 형 베른하르트 2세(Bernhard II)
  - 형 피핀 3세(Pepin III)
    - 조카딸 발루아의 포파(Poppa de Valois, 872년 - 932년), 샌리스와 베르망두아 백작 피핀 2세의 딸
    - 조카사위 롤로(Rollo, 860년경 - 932년경, 노르망디 공작)
      - 외종손 페르시의 만프리드(Mainfred de Percy, 891년 - ?)
      - 외종손 윌리엄 1세 롱스워드(William I Longsword of Normandy, 893년 - 942년), 영국 윌리엄 1세의 고조부
      - 외종손 로베르(Robert de Normandie, 895년 - ?)
      - 외종손 크리스피나(Crispina de Normandie, 908년 - ?)

  - 누이 아델레(Adele)
  - 매부 네우스트리아의 베렝가르
  - 매부 귀도, 생리스 백작, 두 번째 남편
- 부인 : 리트가르트(Lietgardis of Troyes, ? - 878년), 트루아 백작 아달렐메(Adalelme)의 딸로 추정
- 부인 : 모라비아의 베르타(Bertha of Moravia)
  - 딸 베아트릭스(Béatrice, 880년/883년 - 931년 3월 26일)
  - 사위 로베르 1세(Rovert I), 네우스트리아 백작 로베르 르 포르의 아들
    - 외손녀 엠므(Emme)
    - 외손녀사위 라울 또는 루돌프, 서프랑크의 왕
    - 외손자 위그 르 그랑 또는 대 위그, 위그 카페의 아버지
    - 외손녀 아델레(Adele), 아들 헤르베르트 2세의 처

  - 아들 헤르베르트 2세(Herbert II of Vermandois, 880년 - 943년 2월 23일)
  - 며느리 서프랑크의 아델레, 그의 외손녀이자 로베르 1세의 딸
  - 딸 아델라(Adela)
  - 딸 구네곤다(Cunegonde de Vermandois[5]) 또는 쿠니군디스(Cunigundis), 890년경 - 949년 12월 12일 사망)
  - 사위 베테라우의 오도(Odo de Wetterau, 895년 - 949년 12월 2일) 또는 우도(Udo), 워털루 백작
    - 외손자 게브하르트(Gebhard, ? - 938년), 오토 1세의 이복 형 탕크마르와의 전투 중 전사
    - 외손자 헤르베르트(? - 992년)
    - 외손자 오토
    - 외손자 외드(? - 965년 8월 26일)
    - 외손녀 유디트
- 부인 : 리우트가르트(Leutgarde 또는 Lietgarde, Légarde, Liégeard, ?년 5월 27일 - 901년) 또는 리우트가르디스(Lietgardis), 트루아 백작 아달레메의 딸
- 사돈 로베르 르 포르
  - 사돈 외드(Eude, 860년경 - 898년 1월 1일), 서프랑크의 군주

## 기타
일설에는 니벨룽겐의 테오도리히가 그의 어머니쪽 할아버지이며 그에 의해서 니벨룽겐 가문의 영지도 일부 상속받았다고 한다.

## 참고 문헌
- Dunbabin, Jean (2000). France in the making, 843-1180. Oxford University Press.
- McKitterick, Rosamond (1999). The Frankish Kingdoms under the Carolingians. Pearson Education Limited.
- Riché, Pierre (1993). The Carolingians; A Family who Forged Europe. Translated by Allen, Michael Idomir. University of Pennsylvania Press.
- MacLean, Simon. Kingship and Politics in the Late Ninth Century: Charles the Fat and the end of the Carolingian Empire. Cambridge University Press: 2003.
- Christian Settipani, La Préhistoire des Capétiens (Nouvelle histoire généalogique de l'auguste maison de France, vol. 1), Villeneuve-d'Ascq, éd. Patrick van Kerrebrouck, 1993, 545 p. (ISBN 978-2-9501509-3-6), S. 220–222
- Eduard Hlawitschka, Die Ahnen der hochmittelalterlichen deutschen Könige, Kaiser und ihrer Gemahlinnen I/2, Hannover 2006, Seiten 288 und 411
- Rudolf Schieffer: Die Karolinger. 3. überarbeitete und erweiterte Auflage. Kohlhammer, Stuttgart u. a. 2000, ISBN 3-17-016480-5 (Kohlhammer-Urban-Taschenbücher 411).
- Detlev Schwennicke, Europäische Stammtafeln, Neue Folge I/1, Frankfurt am Main 1998, Tafel 7

## 같이 보기
- 카롤링거 왕조
- 헤르베르터 왕조
- 서프랑크 왕국
- 로베르 1세
- 외드
- 이탈리아
- 베른하르트

| 전임 (신설) | 수아송 백작 889년 - 907년 | 후임 헤르베르트 2세 |

| 전임 피핀 3세 | 발루아 백작 893년 - 895년 | 후임 에르멘프로이 드 아미앵 |

|  | 아미앵 백작 893년 - 895년 | 후임 에르멘프로이 드 아미앵 |

| 전임 테오데베르트 | 모 백작 888년/896년 - 902년 | 후임 헤르베르트 2세 |

|  | 마드리에 백작 888년/889년 - 907년 |

| 전임 피핀 3세 | 베르망두아 백작 892년 - 895년 | 후임 로돌푸스 |

| 전임 로돌푸스 | 베르망두아 백작 896년 - 907년 | 후임 헤르베르트 2세 |

| 전임 로돌푸스 | 캉브레 백작 896년 - 907년 | 후임 이삭 드 캉브레 |

|  | 생캉탱의 영주 900년 - 907년 | 후임 헤르베르트 2세 |

|  | 상리스 백작 900년 - 907년 | 후임 헤르베르트 2세 |

|  | 페로네 백작 900년 - 907년 | 후임 헤르베르트 2세 |